# Erik Lundin (schackspelare)
Erik Ruben Lundin, född 2 juli 1904 i Stockholm, död 5 december 1988, var en svensk stormästare i schack och en av Sveriges bästa schackspelare genom tiderna.

## Biografi
Lundin inledde sin schackkarriär 1924 och var i drygt fem decennier en av Sveriges främsta schackspelare. Han blev Sverigemästare sju gånger (1941, 1942, 1944, 1945, 1960, 1961, 1964). Lundin spelade i nio schackolympiader från 1930 till 1960. Sin högsta rating hade Lundin 1946 då han rankades som nr 15 i världen.
Lundin var under hela sitt liv medlem av schackklubben Wasa SK.
I januari 1935 tog Lundin över som ägare och redaktör för Tidskrift för Schack. Han hade posten fram till 1957 då tidskriften köptes av Sveriges Schackförbund.
Lundin ligger begravd på Norra begravningsplatsen i Solna kommun. På stenen finns förutom namn och datum också en schackspringare inhuggen.